# Estação Las Torres (SITVA)
A Estação Las Torres é uma das estações do Metrocable de Medellín, situada em Medellín, entre a Estação Oriente e a Estação Villa Sierra. Administrada pela Empresa de Transporte Masivo del Valle de Aburrá Limitada (ETMVA), faz parte da Linha H.
Foi inaugurada em 17 de dezembro de 2016. Localiza-se na Carrera 11. Atende o bairro Villa Liliam, situado na comuna de Villa Hermosa.